# سوزان لی
سوزان لی (انگلیسی: Susan Lee؛ زادهٔ ۷ ژوئن ۱۹۶۶) بنگاه املاک و مستغلات اهل استرالیا است.